# Mitra bernhardina
Mitra (Nebularia) bernhardina là một loài ốc biển, là động vật thân mềm chân bụng sống ở biển trong họ Mitridae, họ ốc méo miệng.

## Miêu tả
Loài này có kích thước giữa 12 mm và 30 mm

## Phân bố
Chúng phân bố ở Ấn Độ Dương dọc theo Mozambique, Mauritius và vùng bể Mascarene và ở Thái Bình Dương dọc theo Queensland, quần đảo Solomons, Papua New Guinea và Philippines.